# Каст (консул 129 г.)
Вижте пояснителната страница за други личности с името Каст.
Каст (на латински: Castus) e политик и сенатор на Римската империя през 2 век.
През 129 г. Каст e суфектконсул заедно с Тиберий Юлий Юлиан.